# NGC 1006
NGC 1006 is een spiraalvormig sterrenstelsel in het sterrenbeeld Walvis. Het hemelobject werd op 21 november 1876 ontdekt door de Franse astronoom Édouard Jean-Marie Stephan.

## Synoniemen
- NGC 1010
- PGC 9949
- MCG -2-7-44
- IRAS02351-1114
- KUG 0235-112A